# Жозеф Делорм
«Жизнь, стихотворения и мысли Жозефа Делорма» (фр. Vie, poésies et pensées de Joseph Delorme) — книга французского писателя Шарля Огюстена де Сент-Бёва, опубликованная в 1829 году.

## Содержание
Книга включает вымышленную биографию поэта по имени Жозеф Делорм, который занялся нелюбимым делом (медициной) и умер молодым, а также подборку приписываемых ему стихов и «мыслей» — набора высказываний о французской поэзии и критике 1820-х годов.

## Восприятие
Первые отзывы на книгу были противоречивыми. Поэты-романтики в основном были в восторге. Ламартин написал об авторе книги: «Этот юноша — поэт больше, чем я»; Виньи назвал «Жозефа Делорма» открытием в современной поэзии, Гюго обратился к Сент-Бёву со словами «Вы поэт, и я жму вам руку!». С другой стороны, многие критики и журналисты обвиняли автора в «оскорблении общественного вкуса», безнравственности, «якобинстве» и даже в простом неумении писать стихи. В целом книга вызвала большой скандал из-за ряда нехарактерных для литературы того времени особенностей: автор откровенно описывает мысли своего героя, пишет о быте простого, «маленького» человека, о крестьянском труде, о свидании с проституткой, демонстрирует свой атеизм.
Неоднозначный приём был связан в том числе с отсутствием в книге популярных для литературы 1820-х годов сюжетов и мотивов (восстание в Греции, Наполеон, Байрон, античная и библейская тематика). Автор посвящал стихи на интимные темы известным поэтам, что выглядело скандально. К тому же он использовал давно забытые жанры (сонет, рондо, балладу), нетрадиционные стихотворные размеры, а в заключительной части книги оспаривал устоявшиеся мнения о том, как будет развиваться литература. Из-за всего этого книга выглядела как вызов.